# رشید دوایر
رشید دوایر (انگلیسی: Rasheed Dwyer؛ زادهٔ ۲۹ ژانویهٔ ۱۹۸۹) دونده سرعت اهل جامائیکا است.